# Pojezierze Międzychodzko-Pniewskie
Pojezierze Międzychodzko-Pniewskie – pagórkowata wysoczyzna, wchodząca w skład mezoregionu Pojezierza Poznańskiego. 
Pojezierze cechuje się znacznym zalesieniem oraz dużą liczbą jezior, głównie rynnowych, wśród których największe to: Bytyńskie i Chrzypskie. Pojezierze liczy ok. 75 km długości i do 20 km szerokości, natomiast najwyższe wzgórze na wschód od Pniew osiąga wysokość 125 m. Na terenie Pojezierza Międzychodzko-Pniewskiego znajduje się Sierakowski Park Krajobrazowy.